# أزمة (فلم 2021)
ازمة (بالإنجليزية: Crisis) فيلم دراما، وإثارة، وجريمة أمريكي مستقل لعام 2021 من تأليف وإنتاج وإخراج نيكولاس جاريكي. الفيلم من بطولة غاري أولدمان، وآرمي هامر، وإيفانجلين ليلي. يضم الفيلم تقاطع لثلاث قصص عن عالم المواد المخدرة: مهرب مخدرات يرتب عملية تهريب متعددة العصابات للفنتانيل بين كندا والولايات المتحدة، ومهندسة تتعافى من الإدمان، وأستاذ جامعي بصدد إصدار علاج للإدمان. صدر الفيلم في الولايات المتحدة في 26 فبراير 2021، وتبع ذلك صدوره في أستراليا وكندا بتاريخ 16 مارس 2021.

## طاقم التمثيل
غاري أولدمان: في دور الأستاذ الجامعي دكتور تيرون بروير
أرمي هامر: في دور جيك كيلي العميل الفيدرالي الأمريكي.
إيفانجلين ليلي: في دور كلير ريمان المهندسة المعمارية، المتعافية من الإدمان.
جريج كينير: في دور جيف تالبوت عميد الجامعة.
ميشيل رودريغيز: في دور المشرفة غاريت
لوك إيفانز: في دور دكتور بيل سيمونز مدير بشركة إنتاج دواء لعلاج الإدمان.
ليلي روز ديب: في دور إيمي كيلي المدمنة وأخت العميل جيك
إنديرا فارما: في دور ماديرا بروير شرطية فدرالية
كيد كودي: في دور بن ووكر من هيئة الدواء والغذاء.
مارتن دونوفان: في دور لورانس مورغان، مهرب مخدرات.
فيرونيكا فيريس: في دور الدكتورة ميج هولمز، مديرة تنفيذية لشركة دواء.
ميا كيرشنر: في دور سوزان ريمان
تشارلز شامبين: في دور سيدريك بوفيل
مايكل أرونوف: في دور ميناس
آدم تسيخمان: في دور أرمين
ديوك نيكولسون: في دور ديريك
توني جارن: في دور سارة
سارة سامبايو: في دور إينس
ايلورا تورشيا: في دور ريفا
نيكولاس جاريكي: في دور ستانلي فوستر
غي نادون: في دور زعيم عصابة التهريب، يسمى «الأم».
هيرو كاناغاوا: في دور الدكتور إيشياما

## أحداث الفيلم
تدور أحداث الفيلم على خلفية وباء المواد الأفيونية، ويعرض ثلاث قصص تتبع مهرب مخدرات يرتب عملية تهريب فنتانيل متعددة الكارتلات، ومهندسة معمارية تتعافى من إدمان الأوكسيكودون وتبحث عن ابنها المفقود؛ وأستاذ جامعي يكافح الاكتشافات غير المتوقعة حول رب عمله في شركة أدوية، حيث يقدم مسكنًا جديدًا «غير إدماني» إلى السوق.
يبدأ المشهد الأول والشرطة الكندية تلقي القبض على شاب مهرب على الحدود إلى الولايات المتحدة. يتقدم جيك كيلي (أرمي هامر) العميل الفيدرالي الأمريكي، والذي يتعاون مع رجال عصابة التهرب، ويعدهم بإطلاق سراح الشاب المقبوض عليه في كندا. نتابع الأستاذ الجامعي دكتور تيرون بروير (غاري أولدمان) وهو يستضيف بعض أصدقاء على العشاء، ويتلقى مكالمة من مساعدته التي تطلب منه الحضور على وجه السرعة إلى مختبر الجامعة حيث تجري أبحاث إنتاج الدواء المسكن الجديد، وتطلعه على فشل الدواء، وتسببه في موت فئران التجارب. تنتظر المهندسة  كلير ريمان (إيفانجلين ليلي) عودة ولدها للعشاء، ولكنها تجد على بابها رجال الشرطة ليخبروها بوفاة ولدها بجرعة كبيرة من المخدر. تصبح مشكلتها الملحة هي معرفة من تسبب في وفاة ولدها، وتصبح مشكلة الدكتور بروير إعلان فشل الدواء الجديد ضد رغبة شركة إنتاج الدواء التي تستعد لجني أرباح طائلة، كما تصبح مشكلة العميل الفيدرالي جيك الملحة هي علاج شقيقته المدمنة، وكشف عصابة تهريب المخدرات.
يعثر جيك على المهندسة كلير وهي تتجسس على عصابة التهريب، ويتعاون معها للإمساك برجال العصابة في حالة تلبس، بينما يرفض الدكتور بروير عرض شركة الدواء بمبلغ كبير، كما يرفض محاولات عميد الجامعة وصديقه الدكتور جيف تالبوت (جريج كينير) للضغط عليه لقبول تسوية مع شركة الدواء، وأيضا يرفض تهديد العميد بفتح ملف قديم بخصوص تحرش الدكتور بروير بطالبة جامعية.
تنتهي الأحداث والعميل جيك يفشل في القبض على رجال العصابة في حالة تلبس، ويصطدم بالمهندسة كلير وهي تحمل السلاح لقتل زعيم العصابة «الام»، وينتهي الموقف بقتل الزعيم ومعاونة كلير على الهرب. ينتهي أيضا موقف الدكتور بروير بفصله من الجامعة ليبدأ حياة جديدة في جامعة أخرى بعد أن سرب قصة مؤامرة شركة الدواء للصحافة.

## الإنتاج
أُعلن في فبراير 2019، أن أرمي هامر، وغاري أولدمان، وإيفانجلين ليلي، وفيرونيكا فيريس قد انضموا إلى فريق التمثيل، مع إخراج نيكولاس جاريكي من سيناريو كتبه. تمت إضافة جريج كينير، وميشيل رودريغيز، وليلي روز ديب إلى فريق التمثيل في فبراير، وفي مارس 2019، انضم آدم تسيخمان إلى فريق عمل الفيلم، وفي أبريل 2019، انضم سام ورثينجتون وإنديرا فارما وكيد كودي ولوك إيفانز وميا كيرشنر ومايكل أرونوف ومارتن دونوفان إلى فريق عمل الفيلم. أُعلن في ديسمبر 2019، أن ديوك نيكولسون قد انضم إلى فريق عمل الفيلم. بدأ التصوير الرئيسي في فبراير 2019 في مونتريال وديترويت.

## استقبال الفيلم
كان فيلم «أزمة» هو الفيلم المستقل الأعلى ربحًا في شباك التذاكر الأمريكي في عطلة نهاية الأسبوع الافتتاحية، حيث حقق 202.489 دولارًا عبر إجمالي 216 شاشة. كان لديه ثاني أعلى متوسط لكل شاشة من بين جميع الأفلام التي تم عرضها في نهاية الأسبوع بمتوسط 883 دولارًا لكل شاشة. كان أيضًا الفيلم الأكثر ربحًا الذي تم عرضه بإصدار محدود.
كان فيلم «أزمة» هو أول فيلم يتم عرضه خلال عطلة نهاية الأسبوع الافتتاحية في أستراليا، حيث احتل المرتبة الرابعة من بين جميع الأفلام التي تم إصدارها.
منح موقع الطماطم الفاسدة الفيلم تقييماً مقداره 65% بناءاً على آراء 151 ناقداً سينمائياً، وكتب إجماع نقاد الموقع: «يهدف «أزمة» من خلال قصته الجادة إلى تحقيق أهداف أعلى من العديد من أفلام الإثارة والجريمة، ولكن التمثيل غير المتكافئ والسيناريو المتقطع يعني أن النتيجة النهائية لا ترقى إلى مستوى أهدافها».
منح موقع ميتاكريتيك الفيلم تقييماً مقداره 40% بناءاً على آراء 18 ناقداً فنياً.
كتب مارك مالكين في مجلة فارايتي: «أن الفيلم مكثف وفي الوقت المناسب، مع أداء استثنائي وسرد قصصي رائع وحرفية بارعة».
كتب سكوت مانتز من محطة تلفزيون كيه تي إل أيه KTLA: «أن الفيلم ملفت للنظر، وجذاب، واستفزازي، انه فيلم إثارة رائع مع أداء رائع في جميع المجالات».
وصف جو نيوماير من إذاعة (WOR) الفيلم بأنه «فيلم مثير متعدد الطبقات يعالج كل جزء شرير في موضوع طوارئ المواد الأفيونية... يقدم غاري أولدمان، وآرمي هامر، وإيفانجلين ليلي، منعطفات عاجلة وقوية في هذا الفيلم المصمم بدقة والذي يتم تحديثه بشكل مثير للإعجاب».
بعد صدور هذه المقالات، تورط أحد الممثلين الرئيسيين في الفيلم، وهو أرمي هامر، علنًا في فضيحة اعتداء جنسي. عند الإصدار العام للفيلم، كان الكثير من المشاعر تجاه الفيلم الصادرة من بعض المنافذ الرئيسية مثل مجلة فارايتي، وديد لاين سلبية بشكل ملحوظ. قدم بيتر ديبروج من مجلة فارايتي مقالة إيجابية قائلاً: «صناعة أفلام مقنعة .. عدم نقص في المشاركة». كتب بيت هاموند من ديد لاين: «أن الفيلم يأتي في الوقت المناسب ... أولدمان وليلي ممتازان، وهامر جيد جدًا أيضًا».
كان العديد من النقاد الآخرين سلبيين، مشيرين إلى تشابه الفيلم مع فيلم عام 2000 «مرور» للمخرج ستيفن سودربيرغ، ووصف جون ديفور من هوليوود ريبورتر الفيلم بأنه «حسن النية ولكنه مخيب للآمال».
أشار جيفري ويلز من "هوليوود في مكان آخر" إلى أن النقاد كانوا يهاجمون الفيلم باعتباره "اختيارات سهلة" بسبب الجدل الشخصي لهامر... في عالم عادل ومنصف كان فيلم «أزمة» سينتقل إلى 82٪ على سبيل المثال... هل «أزمة» بجودة فيلم «مرور» لستيفن سودربيرغ؟ الإجابة "لا" لكنه ذكي ومجمع جيدًا".

## وصلات خارجية
https://www.imdb.com/title/tt9731682/ أزمة (فيلم 2021)
https://www.allmovie.com/movie/v725907 أزمة (فيلم 2021)
https://www.rottentomatoes.com/m/crisis_2021 أزمة (فيلم 2021)
https://www.metacritic.com/movie/crisis أزمة (فيلم 2021)
https://www.rogerebert.com/reviews/crisis-movie-review-2021 أزمة (فيلم 2021)